# Руже, Жан (политик)
Жан Руже (фр. Jean Rouger; род. 10 апреля 1940, Отон-Эбеон, Приморская Шаранта) — французский политический и государственный деятель, депутат Национального собрания (1997—2002), мэр Сента (2008—2014).

## Биография
Родился 10 апреля 1940 года в Отон-Эбеоне, департамент Приморская Шаранта, Франция.
После окончания обучения Руже стал работать врачом, а после местных выборов 1983 года был назначен заместителем мэра Сента. Спустя шесть лет он был переназначен на эту должность, а незадолго до выборов 1995 года объявил о решении не выдвигать свою кандидатуру.
На парламентских выборах 1997 года Руже был избран членом Национального собрания Франции от 3-го избирательного округа Приморской Шаранты, победив действующего депутата Ксавье де Ру. На парламентских выборах 2002 года Руже не смог набрать необходимого числа голосов для переизбрания, что позволило де Ру вернуть своё депутатское кресло.
В марте 2008 года Руже был избран мэром Сента, пробыв на этом посту шесть лет. 